# Dzmitryj Dziubin
Dzmitryj Michajławicz Dziubin (ukr. Дзмітрый Міхайлавіч Дзюбін, ur. 12 lipca 1990) – białoruski lekkoatleta, chodziarz, medalista mistrzostw Europy w 2018.
Jego największym sukcesem jest brązowy medal w chodzie na 50 kilometrów na  mistrzostwach Europy w 2018 w Berlinie.

## Osiągnięcia
| Rok  | Impreza                                | Miejsce    | Konkurencja      | Lokata      | Wynik    | Źródło |
| ---- | -------------------------------------- | ---------- | ---------------- | ----------- | -------- | ------ |
| 2007 | Mistrzostwa świata juniorów młodszych  | Ostrawa    | chód na 10 000 m | 14. miejsce | 46:11,87 | [ 3 ]  |
| 2008 | Puchar świata w chodzie                | Czeboksary | chód na 10 km    | 35. miejsce | 44:47    | [ 4 ]  |
| 2009 | Puchar Europy w chodzie                | Metz       | chód na 10 km    | 17. miejsce | 44:53    | [ 5 ]  |
| 2011 | Puchar Europy w chodzie                | Olhão      | chód na 50 km    | DNF         |          | [ 6 ]  |
| 2012 | Puchar świata w chodzie                | Sarańsk    | chód na 50 km    | 34. miejsce | 4:03:53  | [ 7 ]  |
| 2013 | Puchar Europy w chodzie                | Dudince    | chód na 50 km    | DNF         |          | [ 8 ]  |
| 2014 | Puchar świata w chodzie                | Taicang    | chód na 20 km    | 47. miejsce | 1:23:13  | [ 9 ]  |
| 2015 | Puchar Europy w chodzie                | Murcja     | chód na 20 km    | DNF         |          | [ 10 ] |
| 2016 | Drużynowe mistrzostwa świata w chodzie | Rzym       | chód na 20 km    | 40. miejsce | 1:23:32  | [ 11 ] |
| 2017 | Puchar Europy w chodzie                | Podiebrady | chód na 20 km    | 11. miejsce | 1:22:21  | [ 12 ] |
| 2017 | Mistrzostwa świata                     | Londyn     | chód na 20 km    | 49. miejsce | 1:25:41  | [ 13 ] |
| 2018 | Drużynowe mistrzostwa świata w chodzie | Taicang    | chód na 50 km    | 13. miejsce | 3:52:25  | [ 14 ] |
| 2018 | Mistrzostwa Europy                     | Berlin     | chód na 50 km    | 3. miejsce  | 3:47:59  | [ 15 ] |
| 2019 | Puchar Europy w chodzie                | Olita      | chód na 50 km    | 2. miejsce  | 3:45:51  | [ 16 ] |
| 2019 | Mistrzostwa świata                     | Doha       | chód na 50 km    | DNF         | DNF      | [ 17 ] |
| 2019 | Światowe wojskowe igrzyska sportowe    | Wuhan      | chód na 50 km    | 2. miejsce  | 3:53:14  | [ 18 ] |
| 2021 | Igrzyska olimpijskie                   | Tokio      | chód na 50 km    | 22. miejsce | 4:00:25  | [ 19 ] |

## Rekordy życiowe
- chód na 10 kilometrów – 41:25 (8 sierpnia 2018, Druskieniki)
- chód na 20 kilometrów – 1:21:09 (4 października 2014, Grodno)
- chód na 35 kilometrów – 2:36:09 (7 kwietnia 2012, Nieśwież)
- chód na 50 kilometrów – 3:45:51 (19 maja 2019, Olita)[1][2]